# واراکاموره
واراکاموره (به لاتین: Warakamure) یک منطقهٔ مسکونی در سری‌لانکا است که در استان مرکزی (سری‌لانکا) واقع شده‌است.